# Johannes Widmann
Johannes Widmann, nemški matematik, * ok. 1460, Eger, Bohemija † po 1498, Leipzig
Rodil se je v takratnem Egerju (danes Cheb, Češka). V zimskem semestru 1480 se je vpisal na univerzo v Leipzigu. Diplomiral je leta 1482, 1485 pa magistriral. Ker je obubožal, je bil opravičen plačila davka.
V njegovi knjigi Behende und hüpsche Rechenung auff allen Kauffmanschafft (dob. Hitro in priročno izračunavanje vseh nakupov), ki je bila leta 1489 izdana v Leipzigu, sta se prvič pojavila tiskana simbola za plus (+) in minus (−) v kontekstu dobička ali izgube pri danem nakupu in ne v modernem smislu označevanja seštevanja ali odštevanja. Knjiga je imela še tri ponatise v Pforzheimu, Hagenauu in Augsburgu, vsesplošno pa se je  uporabljala do leta 1526, ko so je zamenjale novejše knjige. Za knjigo Bamberger Rechenbuch Ulricha Wagnerja (1482/83) je ta knjiga druga najstarejša nemška knjiga o aritmetiki ter tretja najstarejša tiskana aritmetična knjiga. Po trditvah Kurta Vogla je knjiga močno prekašala predhodnice tako po številu primerov kot po globini vsebine. Knjigo je napisal po vzoru knjig Algorismus Ratisbonensis (1450) in Bamberger Rechenbuch.
Po osebnem zapisku v enem izmed ohranjenih izvodov je Widmann po magistriranju napovedal predavanja o računanju z uporabo računskih tablic ter o algebri. Za predavanje o slednjem obstajajo dokazi in se šteje za eno prvih univerzitetnih predavanj na to temo na Nemškem. Predavanja so vključevala 24 tipov enačb, s katerimi so se srečevali tedanji računarji. Z Widmannovimi predavanji o algebri se je v letih 1518–1522 seznanil tudi nemški matematik Adam Ries ter na njih temeljil svoja lastna dela. 
Okoli leta 1495 je Widmann anonimno izdal delo Algorithmus integrorum cum probis annexis, Algorithmus linealis, Algorithmus minutiarum phisicarum, Algorithmus minutiarum vulgarium, Regula falsi apud philosophantes augmenti et decrementi appellata und Tractatus proportionum plusquam aureus (dob. Algoritem celih števil z ustreznimi dodatki, linearni algoritem, algoritem majhnih fizikalij [fizikalnih enot], algoritem majhnih vsakdanjih [enot], lažno pravilo, ki ga filozofi poimenujejo pravilo povečevanja in zmanjševanja in več kot zlata [vredna] razprava o razmerjih).
Widmann je umrl v Leipzigu.